# Nivard
Nivard (latinisiert Nivardus) ist ein männlicher Vorname.

## Namensträger
- Nivard von Clairvaux (* um 1100; † 12. Jh.), Zisterziensermönch
- Nivard Dierer (1642–1715), Abt des Stiftes Schlierbach
- Nivard Schlimbach (1747–1812), Abt des Zisterzienserklosters Bildhausen
- Nivard Schlögl (1864–1939), österreichischer Zisterzienser, Priester und Bibelwissenschaftler
- Nivard Wirotte (1647–1704), deutscher Zisterzienser und Abt des Klosters Heisterbach
- Nivardus von Gent, flämischer Schriftsteller des 12. Jahrhunderts